# Ring-Imaging Cherenkov Detector
O Ring-imaging Cherenkov detector, ou RICH, é um dispositivo para identificar o tipo de uma eletricamente carregada partícula subatômica de momentum conhecido , que atravessa um meio  transparente refrativo, por medição da presença e características da radiação Cherenkov emitida durante essa passagem. Os detectores RICH foram desenvolvidos pela primeira vez na década de 1980 e são usados em experimentos de alta energia partícula elementar -,  nuclear - e astrofísica.
Este artigo descreve as origens e os princípios do detector RICH, com breves exemplos de suas diferentes formas em experimentos de física moderna.

## Detector Cherenkov (RICH) de imagem de anel

### Origens
A técnica de detecção de imagem em anel foi proposta pela primeira vez por Jacques Séguinot e Tom Ypsilantis, trabalhando no CERN em 1977.

Sua pesquisa e desenvolvimento de detectores de fóton único de alta precisão e óptica relacionada estabelecem as bases para o projeto

desenvolvimento

e construção da primeira física de partículas em grande escala Detectores RICH, nas instalações OMEGA do CERN

e LEP (Grande Colisor Eletron-Pósitron) Experimento DELPHI.

### Princípios
Um detector Cherenkov de imagem em anel (RICH) permite a identificação de tipos de partículas subatômicas carregadas eletricamente através da detecção da radiação Cherenkov emitida (como fótons) pela partícula ao atravessar um meio com índice de refração {\displaystyle n} 1. A identificação é obtida pela medição do ângulo de emissão, {\displaystyle \ theta_{c}}, da radiação Cherenkov, que é relacionado à velocidade da partícula carregada {\displaystyle v} por
{\displaystyle \ cos\ theta_{c}=\ frac{c}{nv}}
onde {\displaystyle c} é a velocidade da luz.
O conhecimento do momentum e da direção da partícula (normalmente disponível a partir de um momentum associado - espectrômetro) permite um {\displaystyle v} previsto para cada hipótese do tipo de partículas; usando o {\displaystyle n} conhecido do radiador RICH dá uma previsão correspondente de {\displaystyle \ theta_{c}} que pode ser comparada ao {\displaystyle \ theta_{c}} dos fótons Cherenkov detectados, indicando assim a identidade da partícula (geralmente como uma probabilidade por tipo de partícula). Uma distribuição típica (simulada) de {\displaystyle \ theta_{c}} vs momento da partícula fonte, para fótons Cherenkov únicos, produzidos em um radiador gasoso (n ~ 1,0005, resolução angular ~ 0,6mrad)
Os diferentes tipos de partículas seguem contornos distintos de massa constante, manchados pela resolução angular efetiva do detector RICH; em momentos mais elevados, cada partícula emite um número de fótons Cherenkov que, juntos, fornecem uma medida mais precisa da média {\displaystyle \ theta_{c}} do que um único fóton, permitindo que a separação efetiva de partículas se estenda além de 100 GeV neste exemplo.
Essa identificação de partículas é essencial para o entendimento detalhado da física intrínseca da estrutura e das interações das partículas elementares. A essência do método de imagem em anel é conceber um sistema óptico com detectores de fóton único, que pode isolar os fótons Cherenkov que cada partícula emite, para formar uma única "imagem de anel" a partir da qual um {\displaystyle \ theta_{c}} pode ser determinada.
{\displaystyle c/nv>1},
não produzindo radiação neste caso (o que também seria um sinal muito claro do tipo de partícula = próton, uma vez que as flutuações no número de fótons seguem estatísticas de Poisson sobre a média esperada, de modo que a probabilidade de, por exemplo, um 22 GeV / c kaon produzindo zero fótons quando ~ 12 eram esperados é muito pequeno;  e  -12   ou 1 em 162755) O número de fótons detectados mostrado para cada tipo de partícula é, para fins de ilustração, o média para esse tipo em um RICH tendo {\displaystyle N_{c}} ~ 25. A distribuição em azimute é aleatória entre 0 e 360 graus; a distribuição em {\displaystyle \ theta_{c}} é espalhada com resolução angular RMS ~ 0,6 miliradiano s.
Observe que, como os pontos de emissão dos fótons podem estar em qualquer lugar na trajetória (normalmente em linha reta) da partícula através do radiador, os fótons emergentes preenchem um cone de luz no espaço.
Em um detector RICH, os fótons dentro desse cone de luz passam por um sistema óptico e colidem com um detector de fótons sensível à posição. Com um sistema óptico de foco adequado, isso permite a reconstrução de um anel, semelhante ao acima, o raio do qual dá uma medida do ângulo de emissão Cherenkov {\displaystyle \ theta_{c}}.
Esta capacidade de um sistema RICH de resolver com sucesso diferentes hipóteses para o tipo de partícula depende de dois fatores principais, que por sua vez dependem dos subfatores listados;
- A resolução angular efetiva por fóton, {\displaystyle \ sigma}
  -  Dispersão cromática no radiador  ({\displaystyle n} varia com a frequência do fóton)
  -  Aberrações no sistema óptico 
  -  Resolução da posição do detector de fótons
- O número máximo de fótons detectados na imagem do anel, {\displaystyle N_{c}}
  -  O comprimento do radiador através do qual a partícula viaja 
  -  Transmissão de fótons através do material do radiador 
  -  Transmissão de fótons através do sistema óptico 
  -  Eficiência quântica dos detectores de fótons

{\displaystyle \ sigma} é uma medida da precisão óptica intrínseca do detector RICH. {\displaystyle N_{c}} é uma medida da resposta óptica do RICH; pode ser pensado como o caso limite do número de fótons realmente detectados produzidos por uma partícula cuja velocidade se aproxima da da luz, calculada a média de todas as trajetórias de partículas relevantes no detector RICH. O número médio de fótons Cherenkov detectados, para uma partícula mais lenta, de carga {\displaystyle q} (normalmente ± 1), emitindo fótons no ângulo {\displaystyle \ theta_{c}} é então
{\displaystyle N=\ dfrac{N_{c}q^{2}\ sin^{2}(\ theta_{c})}{1-\ dfrac{1}{n^{2}}}}
e a precisão com a qual o ângulo médio de Cherenkov pode ser determinado com esses fótons é de aproximadamente
{\displaystyle \ sigma_{m}=\ frac{\ sigma}{\ sqrt{N}}}
ao qual a precisão angular da direção medida da partícula emissora deve ser adicionada em quadratura, se não for desprezível em comparação com {\displaystyle \ sigma_{m}}.
Dado o momento conhecido da partícula emissora e o índice de refração do radiador, o ângulo de Cherenkov esperado para cada tipo de partícula pode ser previsto e sua diferença em relação ao ângulo de Cherenkov médio observado. Dividindo esta diferença por {\displaystyle \ sigma_{m}} então dá uma medida do desvio 'número de sigma' da hipótese da observação, que pode ser usada no cálculo de uma probabilidade ou probabilidade para cada hipótese possível.

Na prática, para os estados finais multipartículas produzidos em um experimento típico colisor, a separação de kaons de outro estado final hadrons, principalmente píons, é o propósito mais importante do RICH. Nesse contexto, as duas funções RICH mais vitais, que maximizam o sinal e minimizam os fundos combinatórios, são sua capacidade de "identificar corretamente um kaon como um kaon" e sua capacidade "de não identificar erroneamente um pion como um kaon".
Por exemplo, o experimento LHCb nos estudos do CERN LHC, entre outros  B-meson  decai, o processo particular  B  0 ? p  +  p  -  .

### Tipos RICH
No design de foco de proximidade mais compacto, um volume de radiador fino emite um cone de luz Cherenkov que atravessa uma pequena distância, a lacuna de proximidade, e é detectado no plano do detector de fótons. A imagem é um anel de luz cujo raio é definido pelo ângulo de emissão Cherenkov e a lacuna de proximidade. A espessura do anel é determinada principalmente pela espessura do radiador. Um exemplo de detector RICH de lacuna de proximidade é o High Momentum Particle Identification (HMPID), um dos detectores de ALICE (A Large Ion Collider Experiment), que é um dos cinco experimentos no LHC (Large Hadron Collider) em CERN.
Em um  DIRC (Detecção de luz Cherenkov refletida internamente), outro projeto de um detector RICH, a luz que é capturada por reflexão interna total dentro do radiador sólido atinge os sensores de luz no perímetro do detector, o seção transversal retangular precisa do radiador preservando a informação angular do cone de luz Cherenkov. Um exemplo é o DIRC do experimento BaBar em SLAC.
O experimento LHCb no Grande Colisor de Hádrons usa dois detectores RICH para diferenciar entre pion se kaon s.

O primeiro (RICH-1) está localizado imediatamente após o localizador de vértices (VELO) em torno do ponto de interação e é otimizado para partículas de baixo momento e o segundo (RICH-2) está localizado após as camadas ímã e rastreador de partículas e otimizado para partículas de maior momento. 

O dispositivo Alpha Magnetic Spectrometer AMS-02, recentemente montado na International Space Station, usa um detector RICH em combinação com outros dispositivos para analisar raios cósmicos.